# 馬拉維卡·莫漢南
馬拉維卡·莫漢南（英語：Malavika Mohanan，1993年8月4日—），印度女演員，主要出演馬拉雅拉姆語和泰米爾語電影。她在馬拉雅拉姆語電影《像風箏一樣》（2013年）首次亮相大銀幕，之後憑藉於印地語電影《雲端之上》（2017年）中的演出而獲得外界讚譽。其他作品如馬拉雅拉姆語犯罪驚悚片《虎父柔情》（2017年）、泰米爾語動作劇情片《終極舍監》（2019年）及《麻辣教授》（2021年）。

## 早年
馬拉維卡·莫漢南1993年8月4日生於喀拉拉邦坎努爾縣帕伊耶恩努尔，並在孟買長大，攝影指導K·U·莫漢南之女。

## 外部連結
- 馬拉維卡·莫漢南在互联网电影资料库（IMDb）上的資料（英文）
- 馬拉維卡·莫漢南的X（前Twitter）